# Gądków Mały
Gądków Mały is een plaats in het Poolse district  Sulęciński, woiwodschap Lubusz. De plaats maakt deel uit van de gemeente Torzym en telt 109 inwoners.